# معرض أستراليا الدولي للطيران
معرض أستراليا الدولي للطيران، (بالإنجليزية: Australian International Airshow)‏. يطلق عليه أيضا أفالون للطيران، هو معرض جوي كبير يعقد كل سنتين في مطار أفالون، بين ملبورن وجيلونغ في فيكتوريا.
يركز هذا الحدث بشكل كبير على الطيران العسكرى الذي يضم طائرات من القوات الجوية الملكية الأسترالية والبحرية الأمريكية والقوات الجوية الأمريكية. كما ظهر ممثلون من الاسلحة الجوية الأخرى في المعرض الجوى في مناسبات عديدة من بينها طائرات من سلاح الجو الملكى وقوات الدفاع الذاتى الجوية اليابانية وجمهورية سنغافورة الجوية وغيرها الكثير.
وقد قيل من قبل منظمي المعرض الجوي ليكون أكبر عرض جوي في نصف الكرة الجنوبي. وقد اجتذب المعرض الجوي بشكل دوري الاحتجاجات المناهضة للحرب.

## خلفية تاريخية
كان العرض الجوي الأول في أفالون في عام 1957. عندما قرر رئيس مصانع الطائرات الحكومية بورت ملبورن جيوف ج. تشورشر أعم. وبما أن الموظفين في المصنع رأوا من أكثر من أي وقت مضى أجزاء فردية من الطائرات، فقد تقرر أن يجلس معرض الطيران في أفالون حتى يمكن للموظفين من رؤية النتيجة النهائية لعملهم.

### 1988-1991: أول عرض جوي
للاحتفال بالذكرى المئوية الأسترالية في عام 1988، اقيم أول معرض جوى كبير في أستراليا في سيدنى بالقاعدة الجوية الملكية الأسترالية (راف) في ريتشموند في نيو ساوث ويلز. تم تنظيمه من قبل أعضاء نادي شوفيلدس للطيران، التي كانت تدير عروض الجو على نطاق صغير في قطاع صغير في مطار شوفيلدز. عرضت مجموعة بيزنتنيال إيرشو مجموعة واسعة من الأنواع العسكرية الدولية بما في ذلك أف 15 إيغل وبانافيا تورنادو أف 3 وسي هارير والفريق النيوزلندي لسلاح الجو الهوائي «كيوي ريد» ولوخهيد C-5 غالاكسي وبي سيستمز هوك وفلايباست من قبل بوينغ B-52 ستراتوفورترس مفجر.
وفي شباط / فبراير 1991، أقيم معرض جوي ثان في ريتشموند، للاحتفال بالذكرى السنوية الثمانين للجمعية. وكان هذا آخر عرض جوي تديره بقايا شويز، الذي وفر الزخم الرئيسي للحصول على مؤسسة الفضاء في أستراليا وتشغيلها. وكانت المؤسسة مسؤولة عن تشكيل إيرشوز دونوندر. مع نجاح هذين نيو ساوث ويلز تظهر خطط وضعت لطائرة أفالون الجوية.

### 1992 - الانتقال إلى أفالون

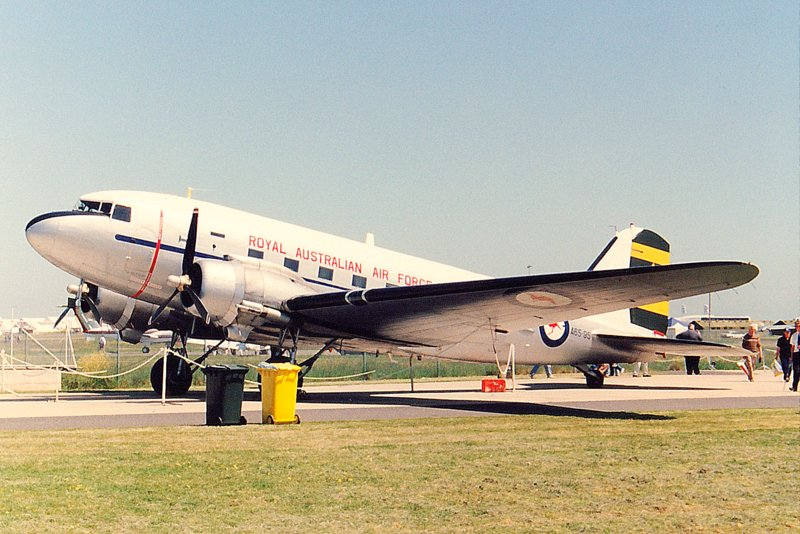
C-47 داكوتا A65-95 من أردو في 1992.

وفي عام 1992، نقلت الطائرة الأسترالية الدولية إلى مطار أفالون بالقرب من جيلونغ. عقد خلال شهر أكتوبر، وتزامن العرض مع الربيع الأكثر رطبا في تاريخ فيكتوريا. وقد ألغى منظمو المعرض ذلك تقريبا بسبب الرطب، ولكن توقف المطر قبل يوم الافتتاح مباشرة. حضر اليومان العامان من عرض عام 1992 حوالي 175,000 شخص. [4] كان هناك 226 عارضا من 12 بلدا.
وكان من المأمول أن يكون الانتقال إلى أفالون في عام 1992 هو الأول من العديد من المواقع، إلا أن الطقس تسبب صعوبات مالية أسفرت عن المعرض الجوي المتبقي في أفالون لسنوات عديدة.
بالإضافة إلى الطقس، قدمت مشاكل أخرى، بما في ذلك غياب ميج 29 وسوخوي سو-27 وعد بها الروس. ومع ذلك، كانت طائرات أخرى حاضرة، ولا سيما الهائل أنتونوف أن-124 رسلان وإليوشين إيل-86. كما كان العرض واربيردس، و A340 ايرباص، التي كانت في الخدمة التجارية لمدة سبعة أشهر فقط. وظهر المعرض مشاركة كبيرة من راف.

### 1995

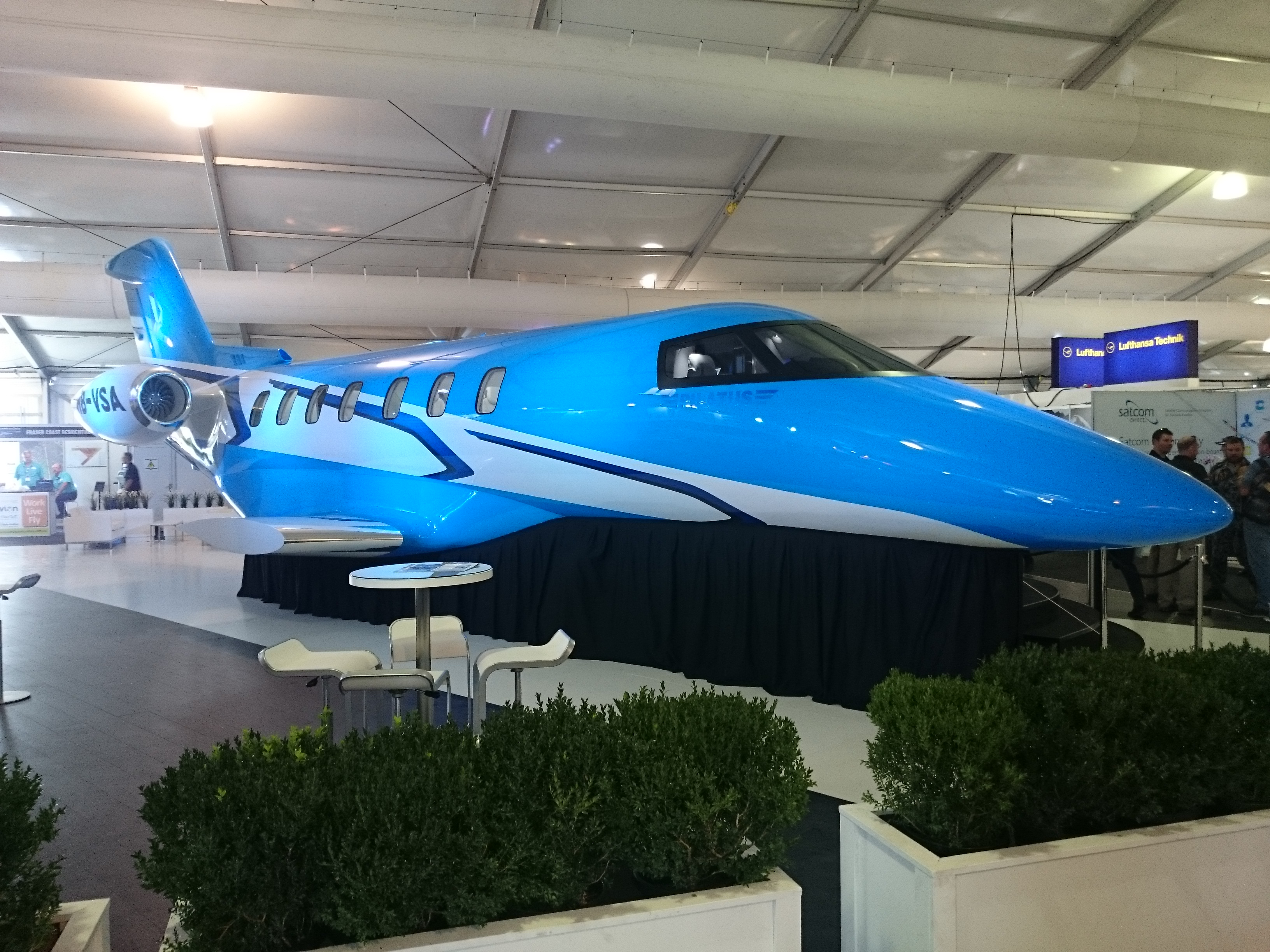
طائرة PC-24.

كان عرض عام 1995 الدورة الثانية التي ستعقد في أفالون. تم نقل التاريخ من تشرين الأول / أكتوبر إلى 21-26 آذار / مارس، مستفيدا من الطقس الحسن خلال الخريف ().
وقد سرقت المسلسل إلى حد كبير من قبل الفرقة الروسية الزائرة من أناتولي كفوشور، له تعديل خاص سو-27P «فلانكر» وطائرات إليوشين إيل-78 «ميداس» ناقلة النفط. كانت مدعومة من قبل طائرات سوفيتية / روسية أخرى مثل إليوشين إيل-76DMP، إيل-96M وتوبوليف تو-204. وحضر أيضا «جنرال ديناميكش F-111G» «آردفارك»، و «بي إي إس سيستمز هوك» و «داسو ألفا جت» و «كاسا / إيبتن ن-235» و «كامان سيسبريت» التي كانت تعمل لصالح أوامر قوات الدفاع الأسترالية. تم عرض التزود بالوقود الجوي على متن الطائرة وكذلك روتين الطيران الشهير عالميا في كفوشر مع فلانكر التي تنطوي على «كوبرا»، حافة سكين ومستوى منخفض للغاية يمر. عرضت المباراة النهائية في عرض الأحد رحلة بحرية فلانكر أسفل مدرج أفالون في حوالي 15 قدما (4.6 متر) فوق مستوى سطح الأرض. وكان راف وأوساف مترددة في التنافس مع فلانكر وهكذا لم يكن هناك منفردا F / A-18 الدبور البهلوانية العرض. حلقت القوات الجوية الأميركية الجنرال ديناميكس F-16 القتال فالكون مع الدبابات قطرة الخارجية تركيبها قالوا يقتصر الطائرة إلى «3G ماكس» العرض. فاز كفوشور بجائزة أفضل عرض الطيران هذا العام.

### 1997
أقيم المعرض الجوي أفالون لعام 1997 بين 18 و 23 شباط / فبراير. على النقيض من عرض عام 1992، الذي كان الأكثر رطبا في تاريخ الفيكتوري، 1997 وقعت خلال سخونة فبراير من أي وقت مضى. وبلغ عدد الحضور 171 171 شخصا ومساهمة قدرها 63 مليون دولار في الاقتصاد الفيكتوري.
وكانت الطائرات الحالية هي القوات الجوية الأمريكية F-16 القتال فالكون، كك-135 ستراتوتانكر و C-17 غلوبيماستر الثالث، الكندية كب-140 أورورا، الولايات المتحدة مشاة البحرية سوبر كوبرا، خاص إيرباص A320 في سيدني الألعاب الأولمبية كليف، واثنين من كانادير كل -215 مغرفة. كانت أكثر الطائرات شهرة سوبر كونستلاتيون التي أعيد ترميمها من قبل هارس في الولايات المتحدة. عرض آخر من قبل F-111 مع «تفريغ وحرق» خلال ليلة الليل مساء الجمعة.

### 2017

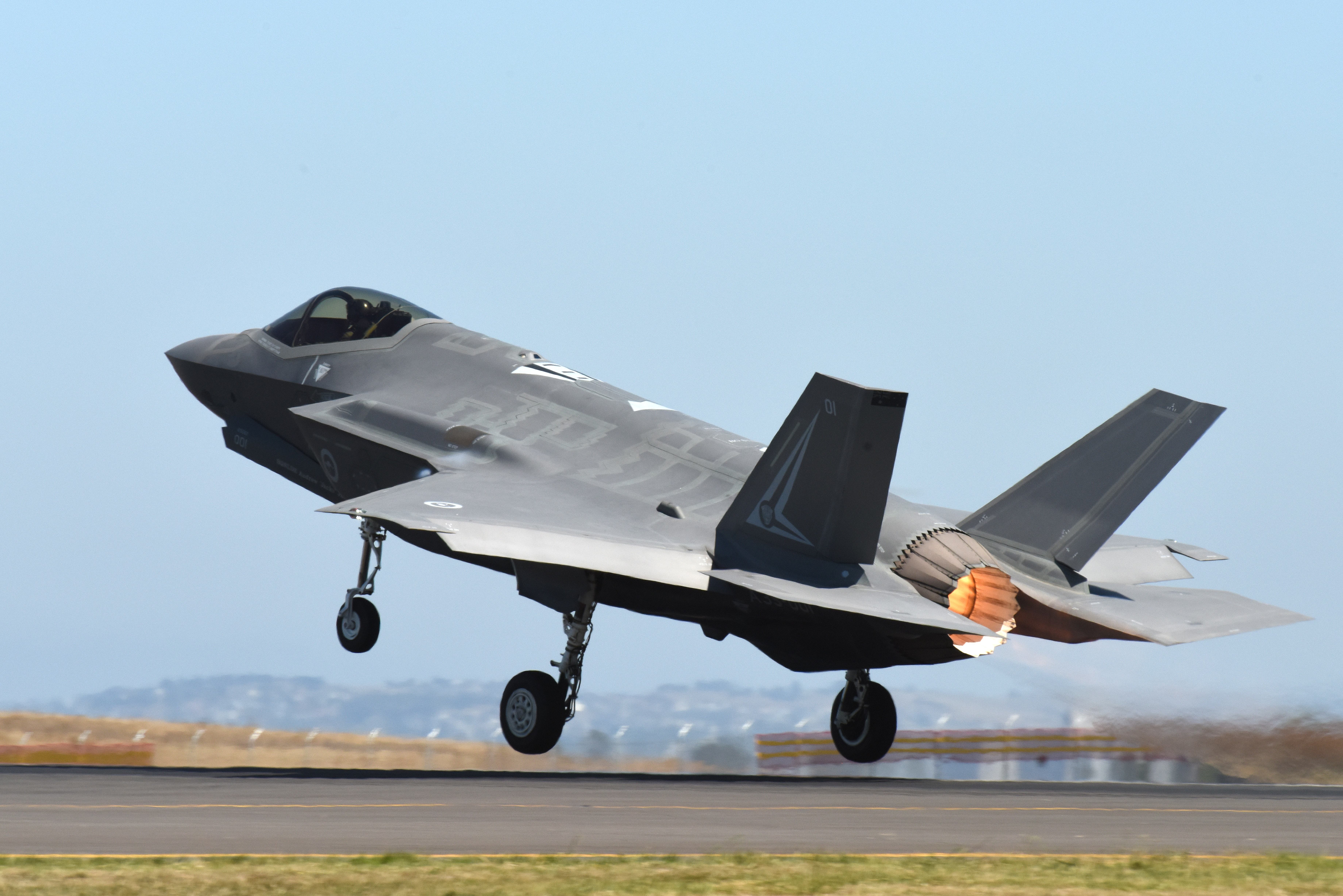
طائرة راف أف-35

أقيم المعرض الدولي الأسترالي لعام 2017 بين 28 فبراير و 5 مارس في أفالون. وكان الجدير بالذكر الظهور الأول للعديد من أنواع راف الجديدة، فضلا عن عدد كبير من الطائرات الأمريكية.
ظهرت دورة عام 2017 أول ظهور أسترالي ل لوخهيد مارتن F-35 البرق الجديد و E / A-18 غرولرز. كما أنها ظهرت جديدة C-27J المتقشف، P-8 بوسيدون، وطائرات بيسي-21 راف.
وحضر 14 طائرة عسكرية أمريكية المعرض الجوي، وهو أكبر كمية من الطائرات الأمريكية في تاريخ المعرض. في عام 2017، ظهرت للمرة الثانية من طراز لوكهيد F-22 رابتورس التابع للقوات الجوية الأمريكية، وعودة طائرة روكويل B-1B لانسر واثنين من ديناميات ديناميكية F-16. وكان من الرتبة ف -8 من البحرية الأمريكية حاضرا
وكانت الطائرات العادية مثل لوكهيد C-130، C-17 غلوبيماستر الثالث وراف روليتس موجودة أيضا.
وشملت البلدان المشاركة الأخرى سلاح الجو جمهورية سنغافورة (رسف) مع ستراتوتانكر كك-135، واثنين من ماكدونيل دوغلاس F-15S و C-130. وأرسلت قوات الدفاع الذاتي الجوية اليابانية مرة أخرى طائرة من طراز كك-767، وأرسلت القوات الجوية الملكية أطلس أيرباص A400M للمشاركة.
من حيث الحضور كانت دورة 2017 من المعرض الجوي هي الأكبر حتى الآن، مع حضور أكثر من 210,000 شخص.
كان هناك احتجاج صغير ضد الحرب في مكان قريب.

## معرض الصور

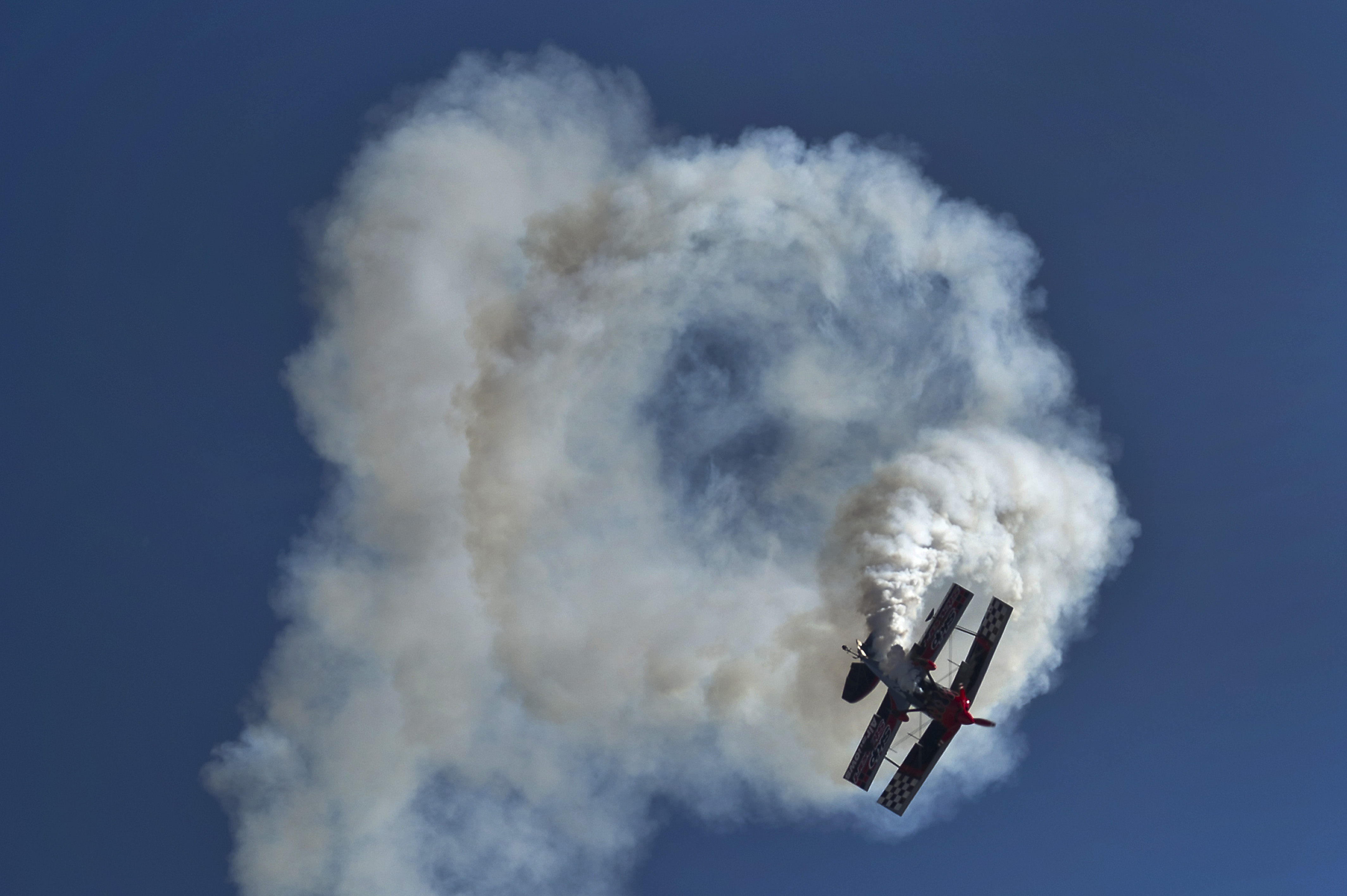
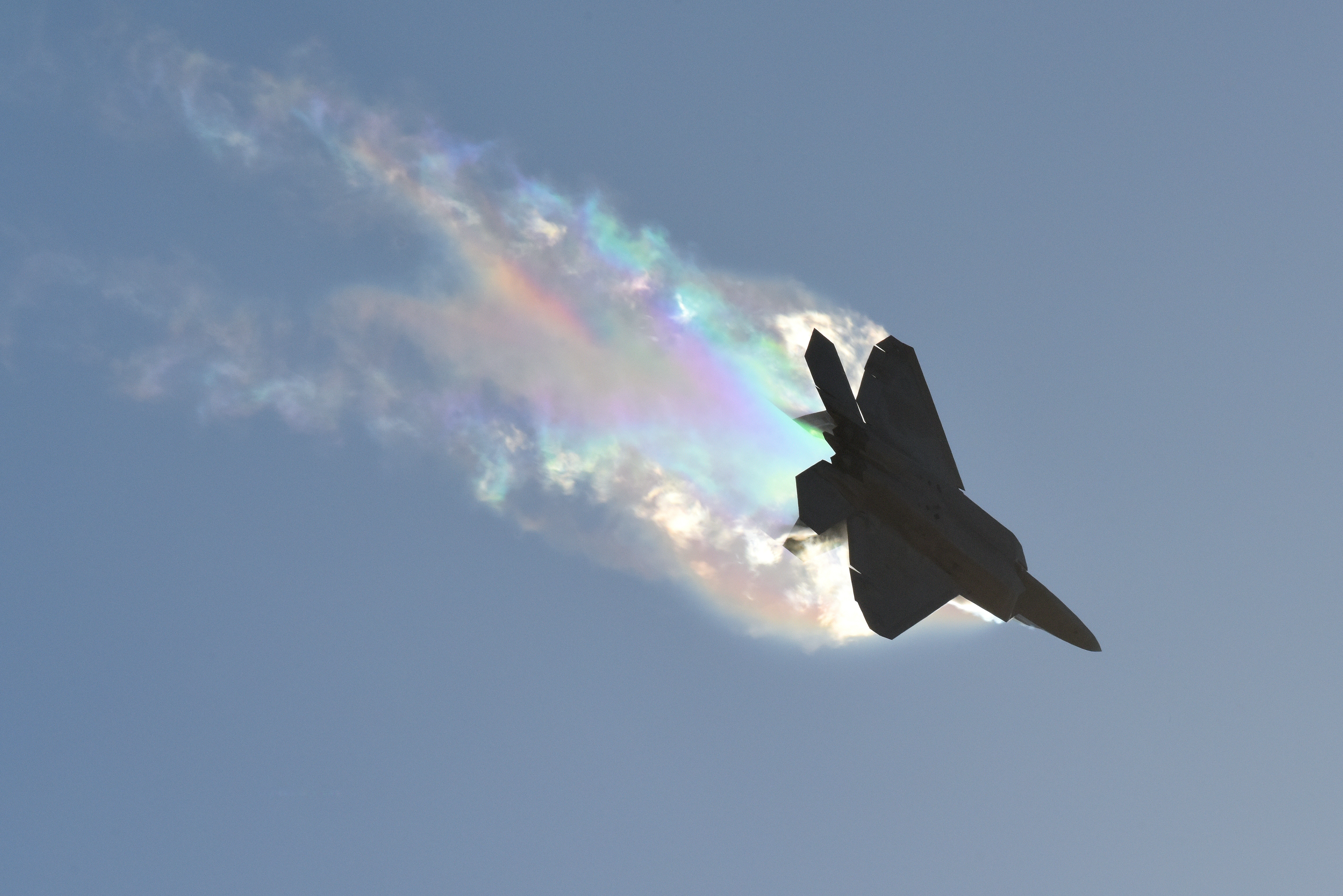
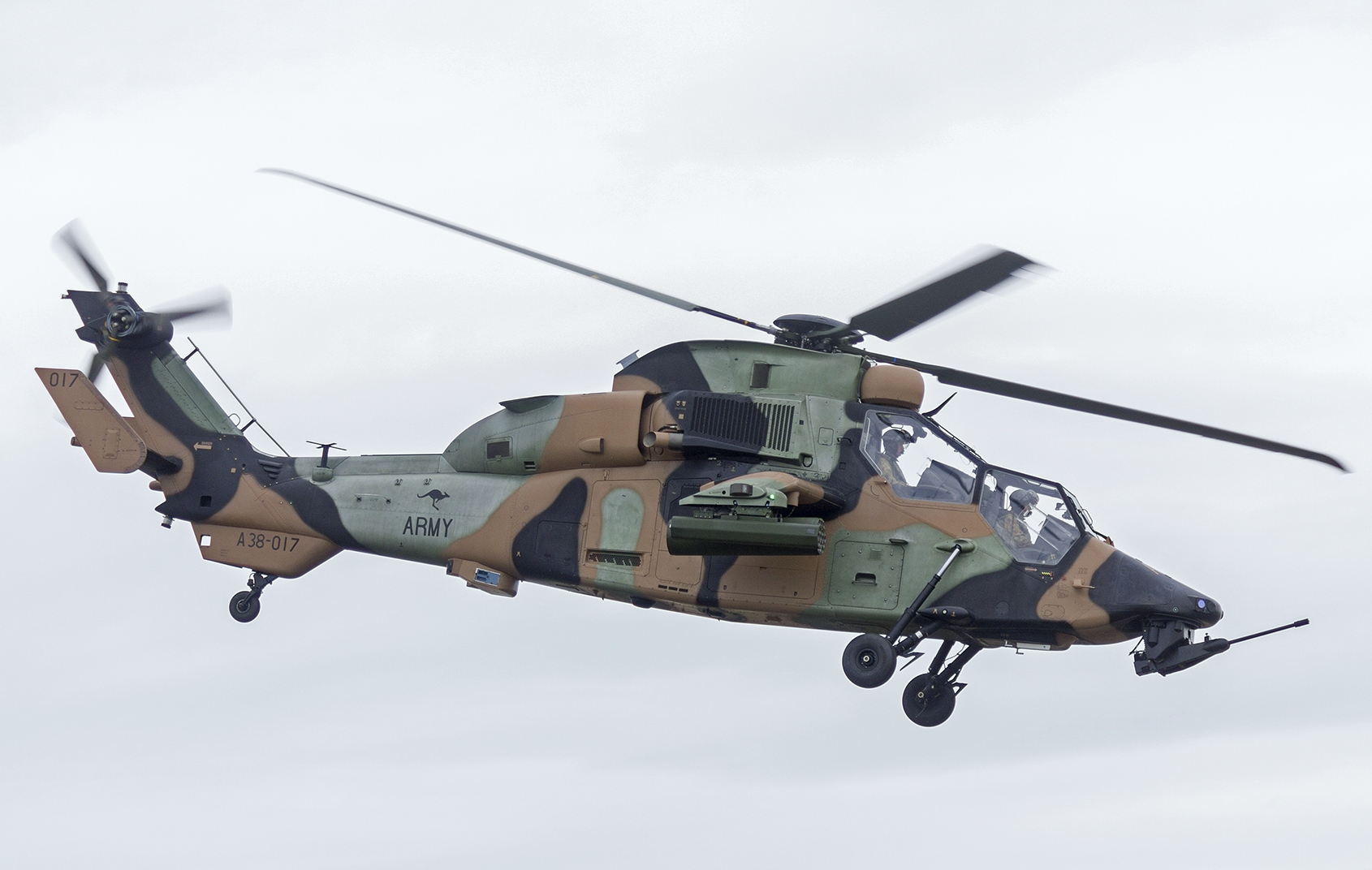
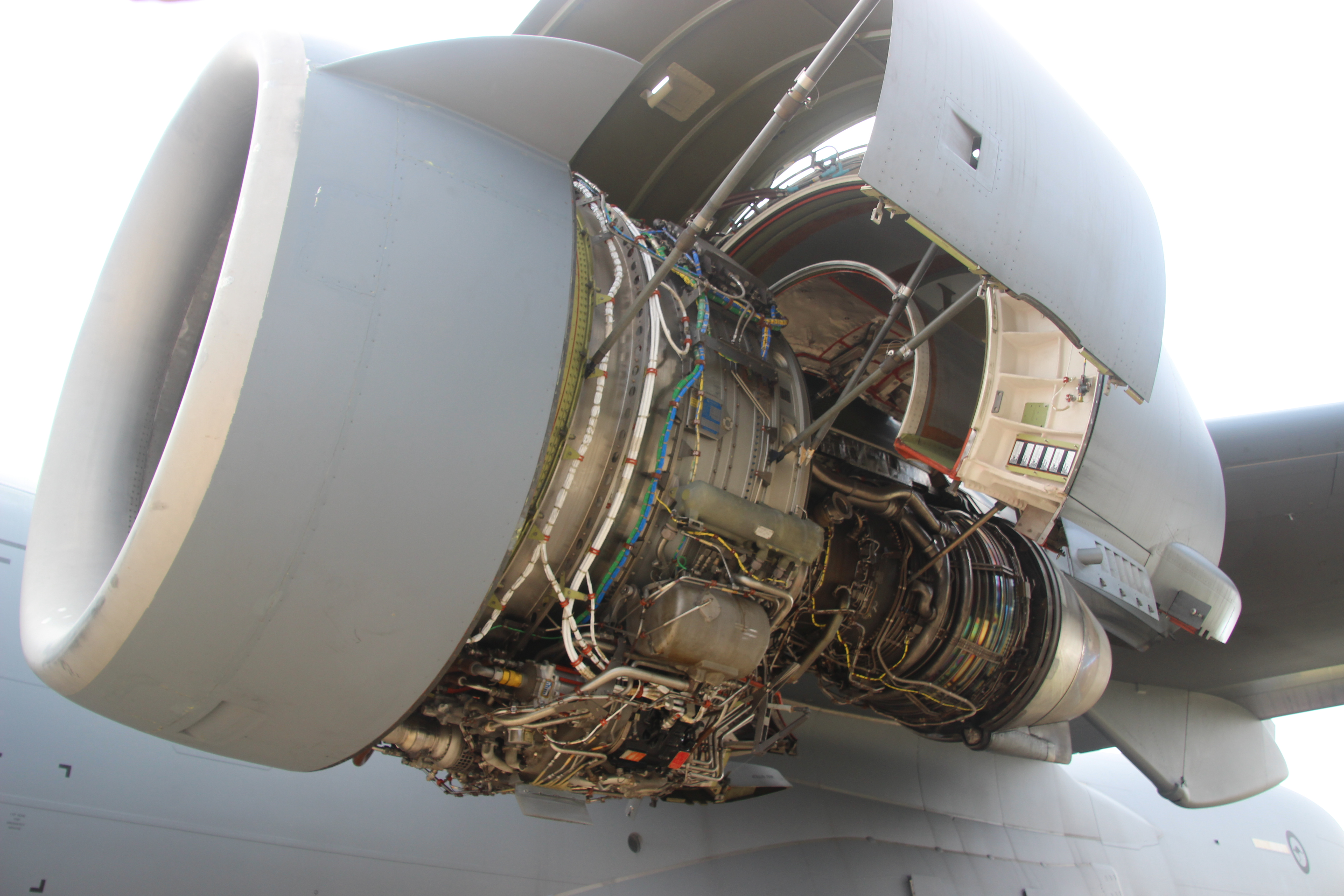
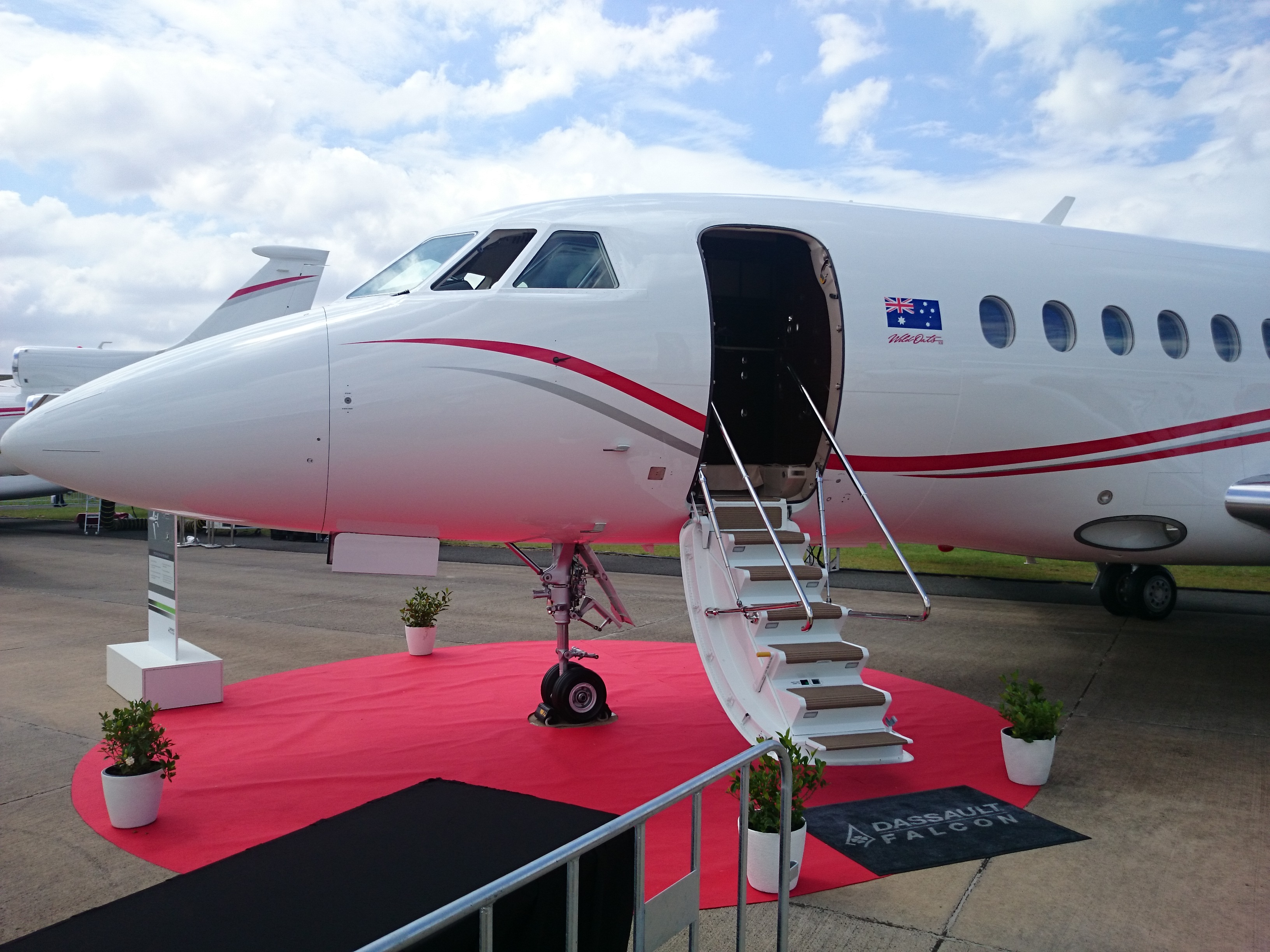
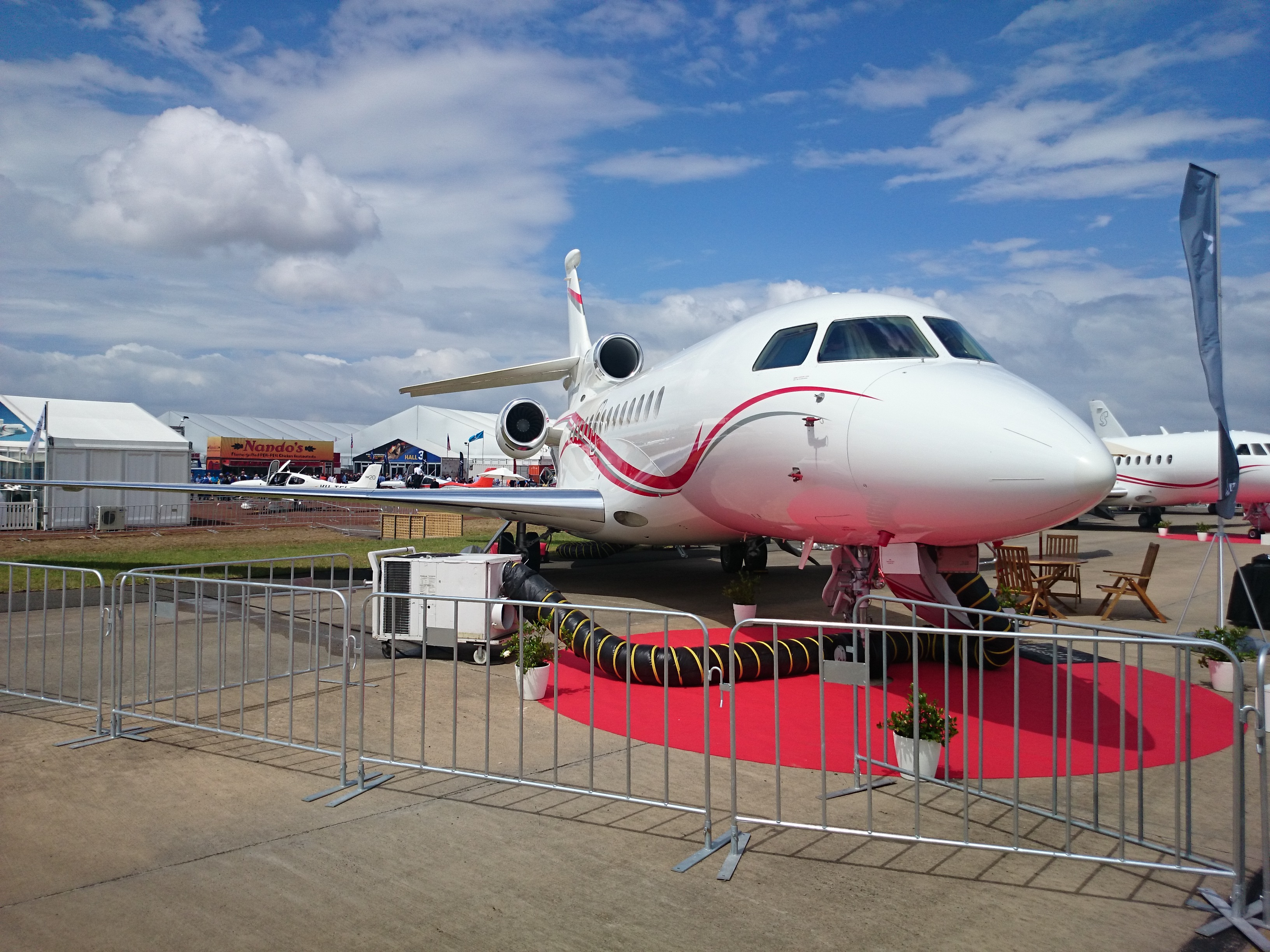
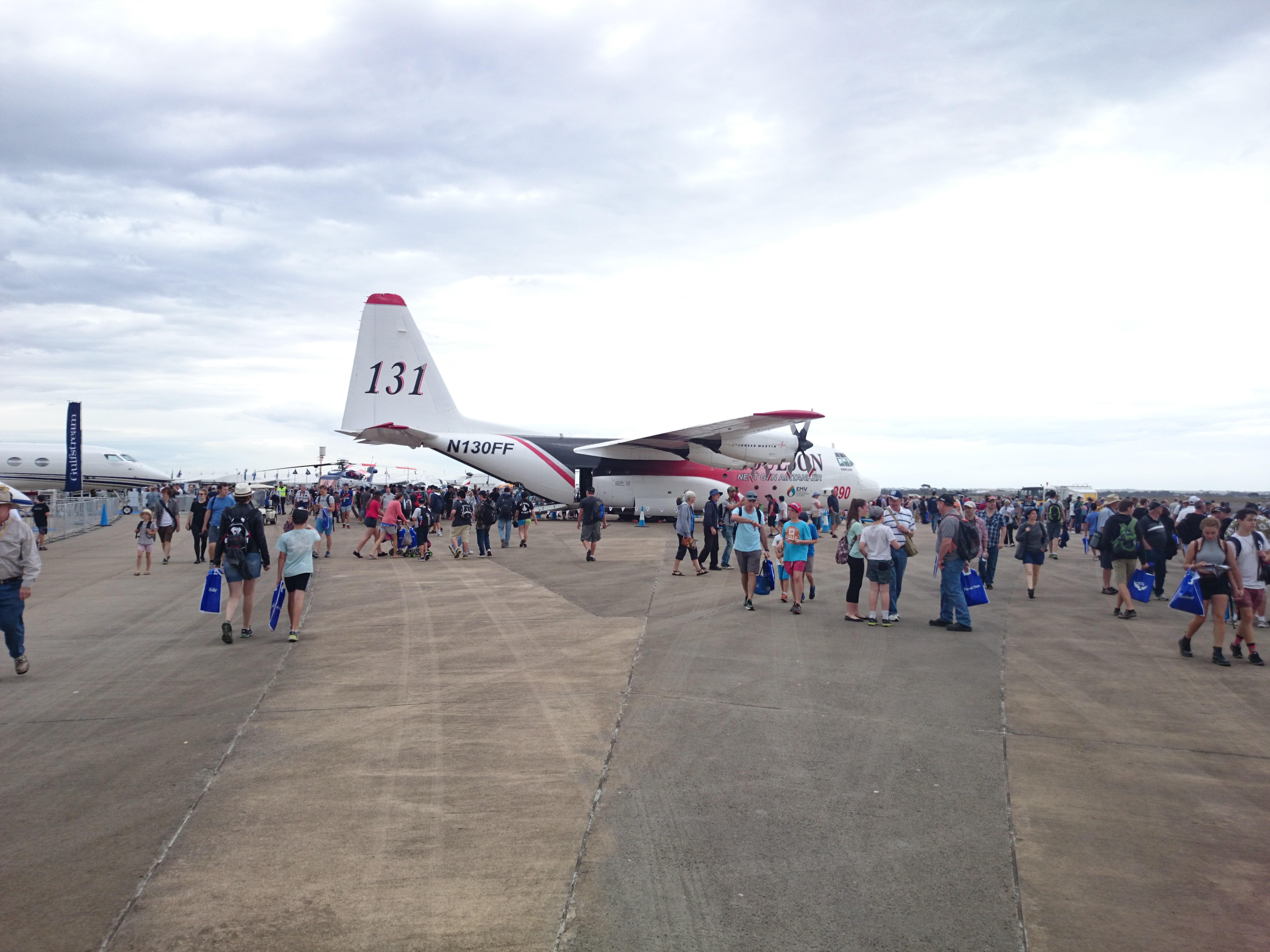
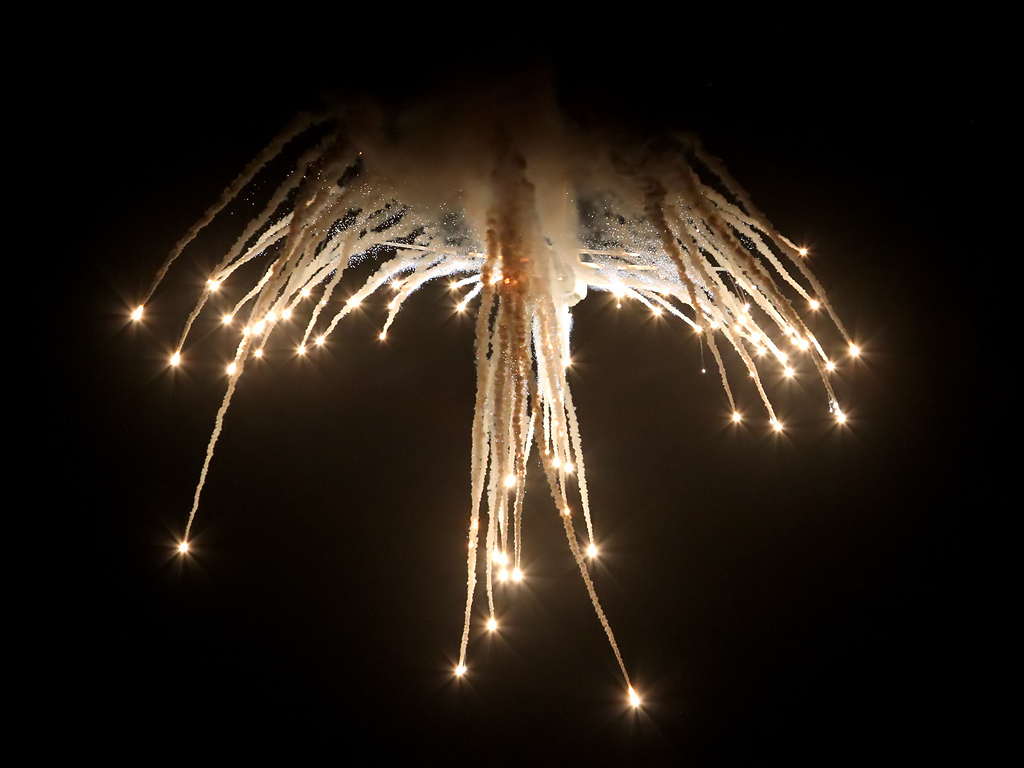
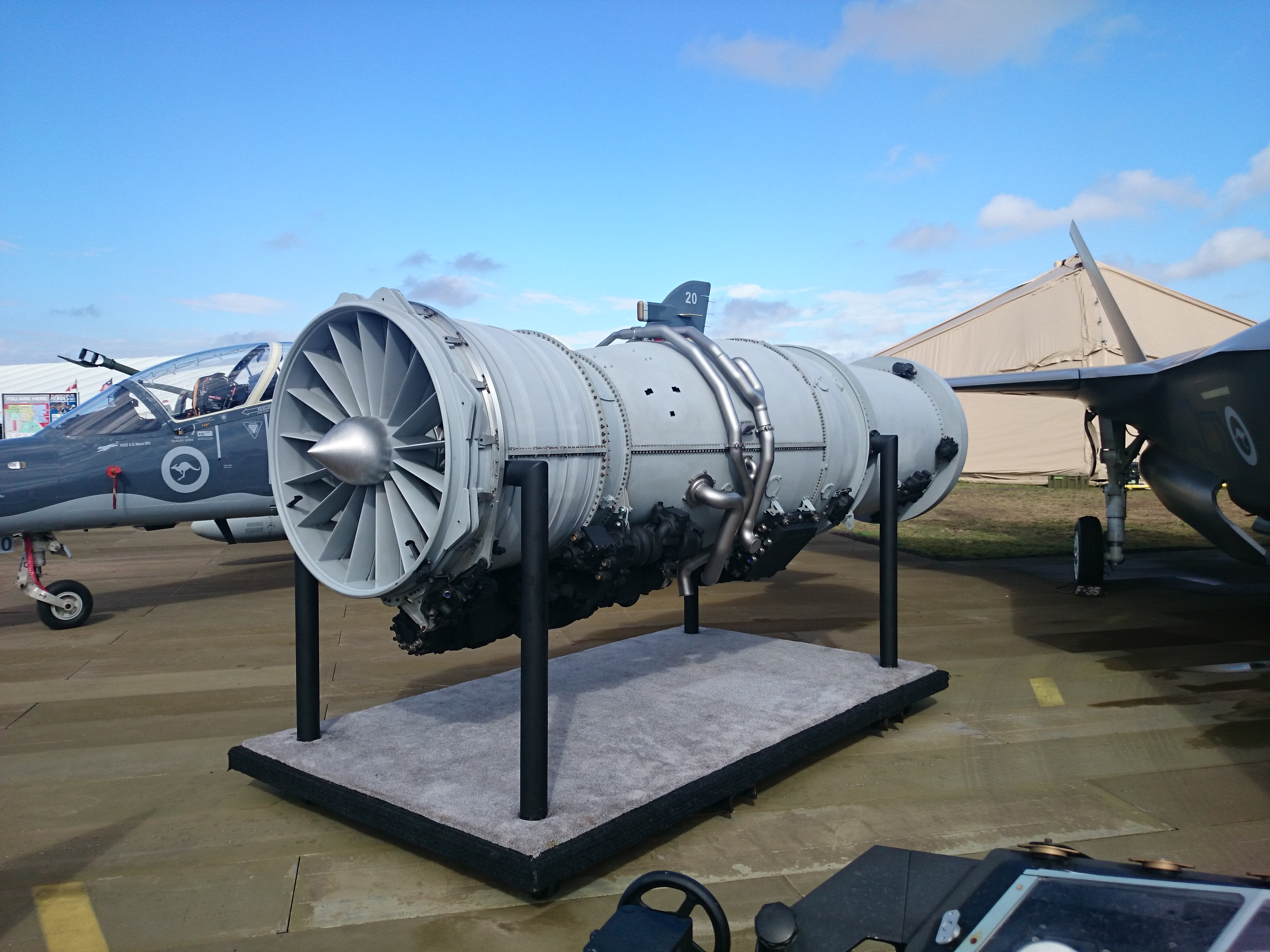
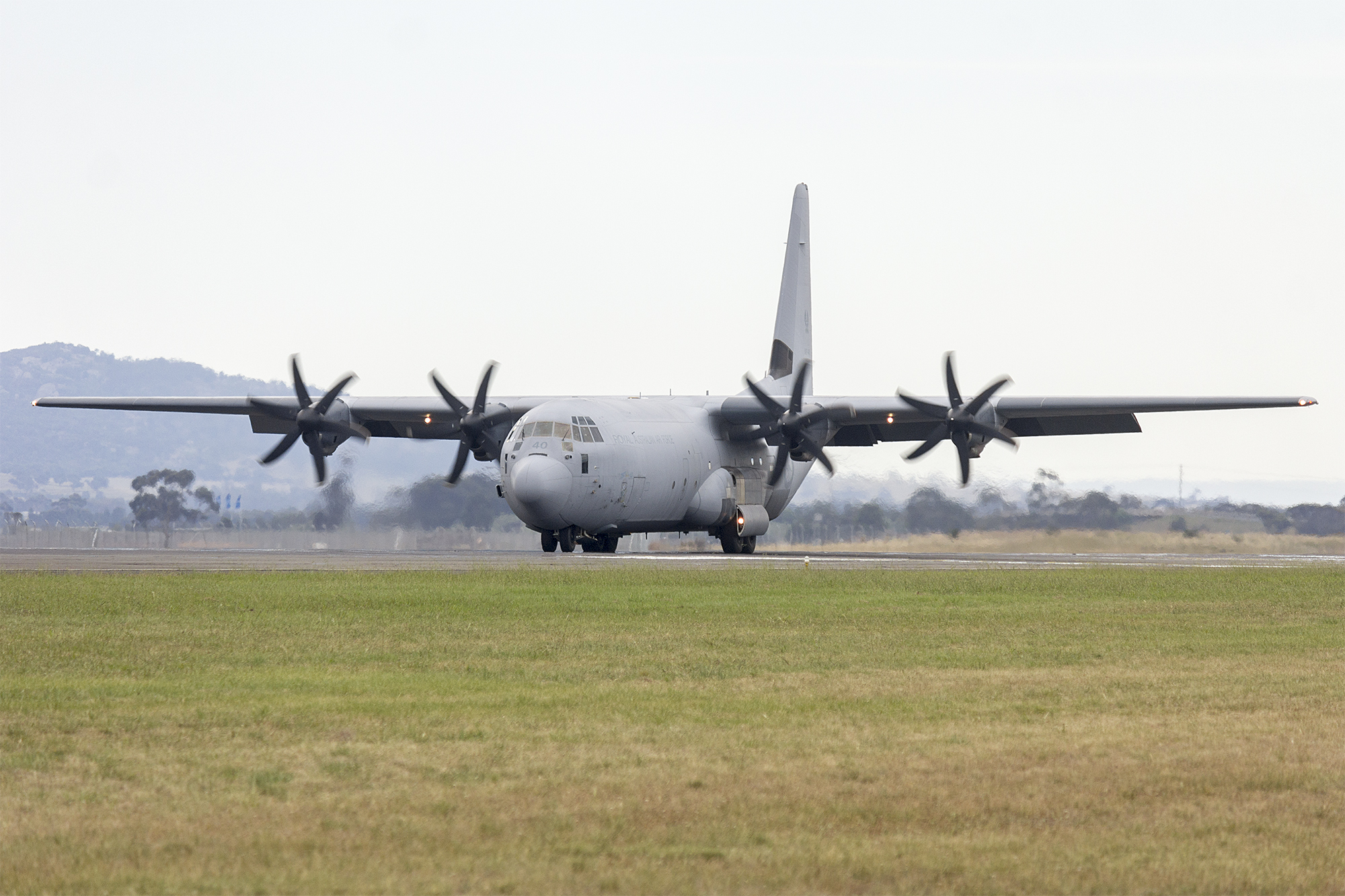
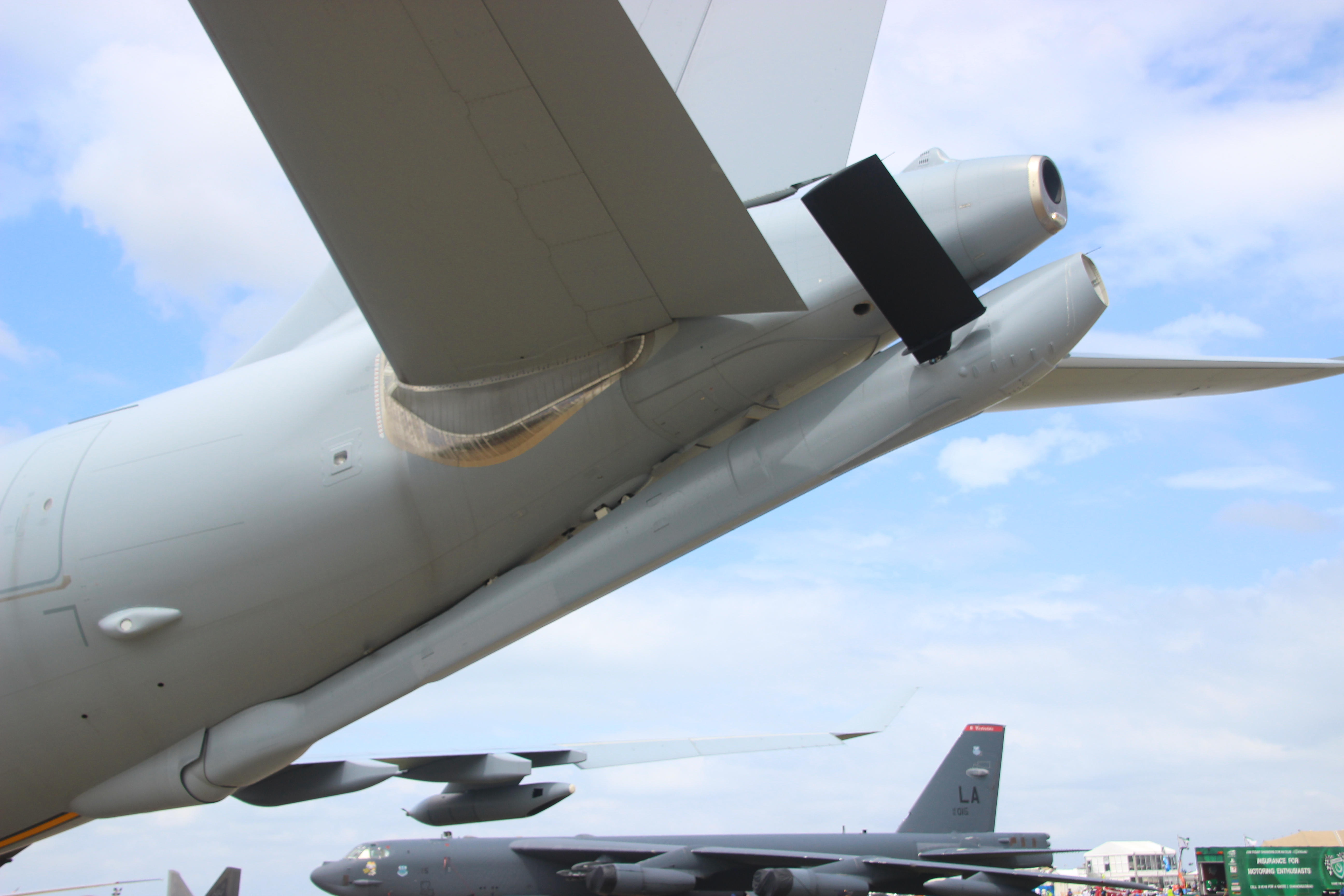
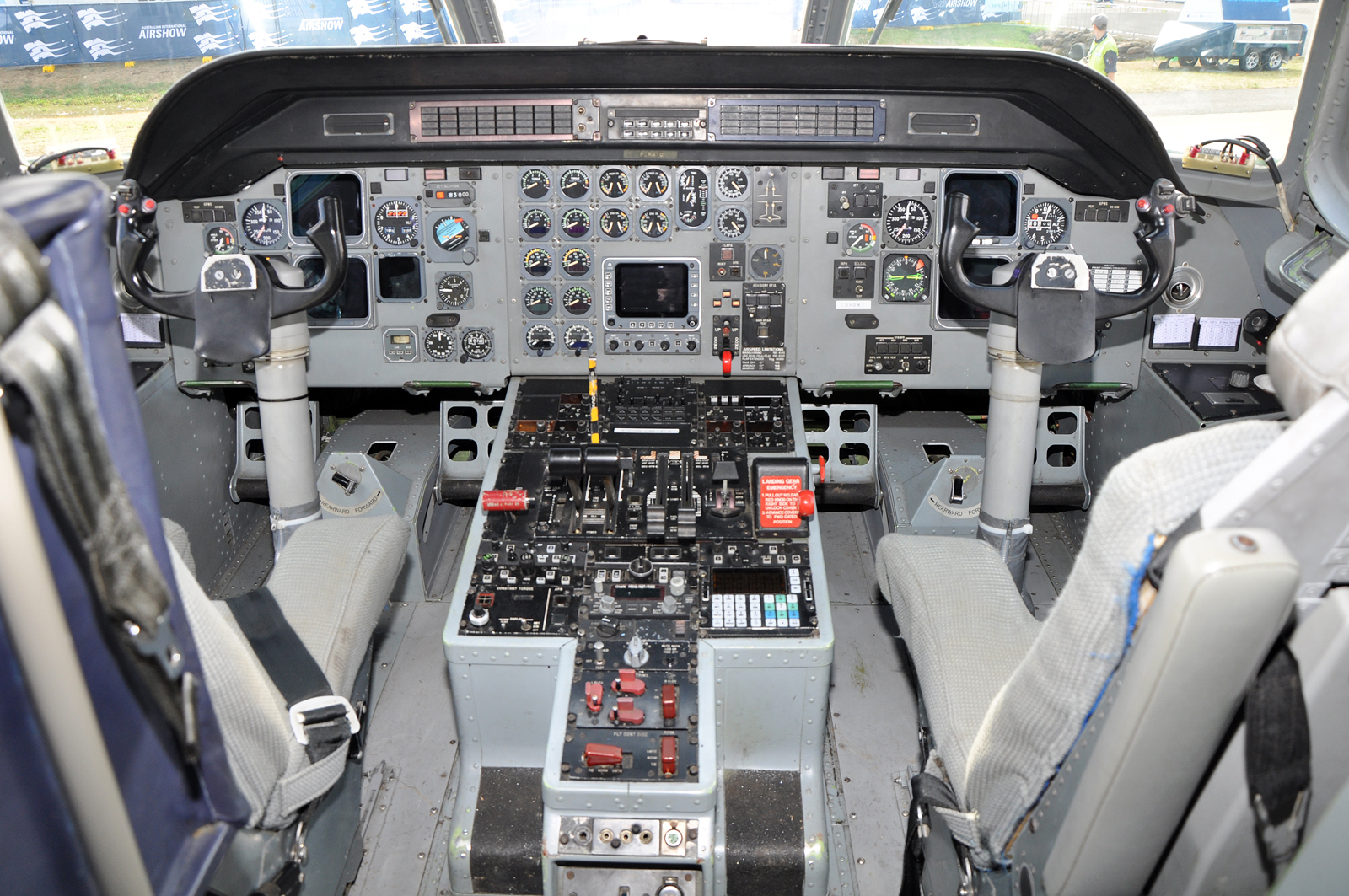
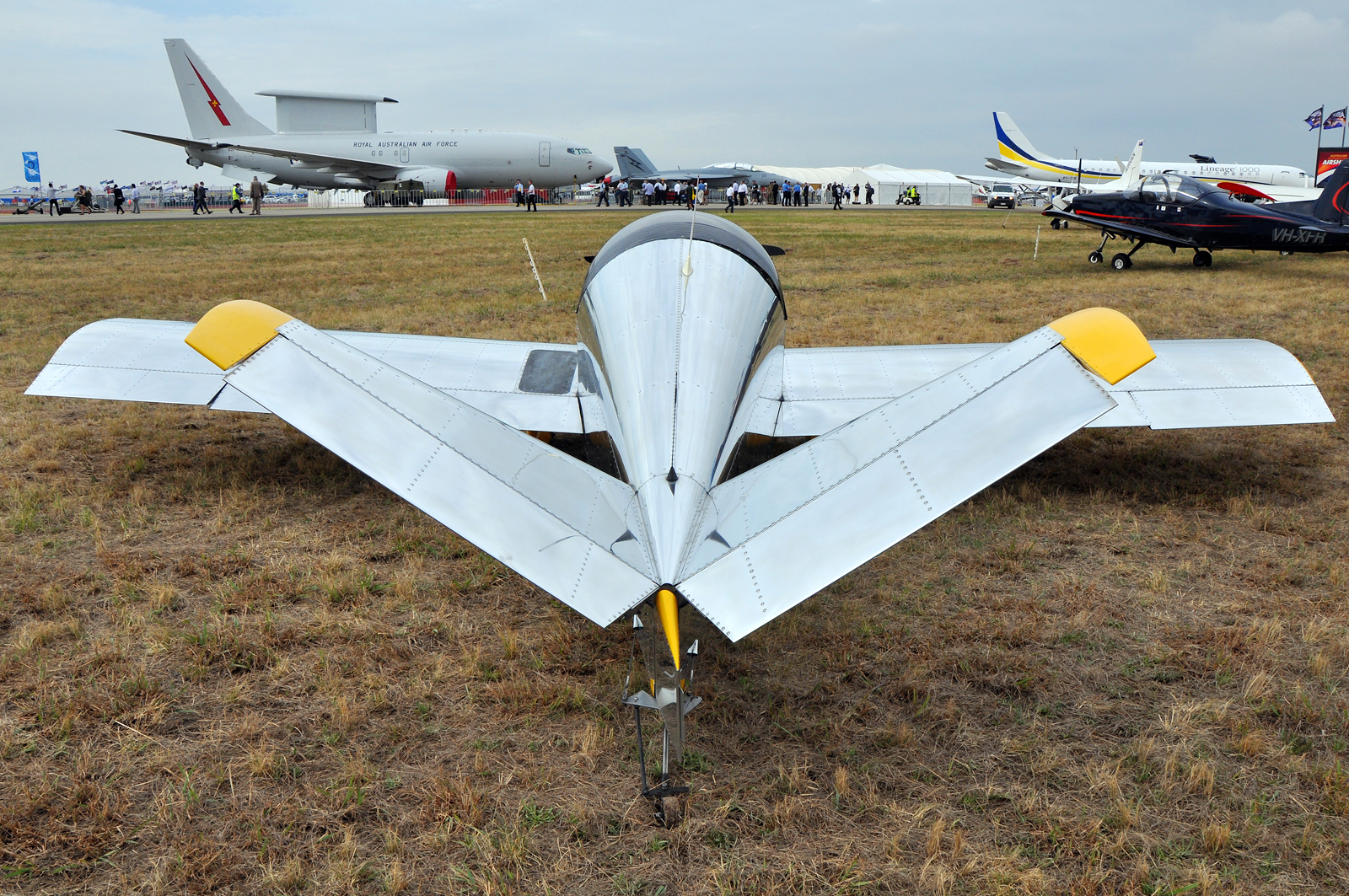

## انظر ايضًا
- معرض أبوتسفورد الدولي للطيران
- معرض برلين الدولي للطيران
- معرض بيجين هيل الدولي للطيران
- معرض باريس الجوي
- معرض رادوم للطيران
- آيرو الهند